# Castell de Castells
Castell de Castells ist eine spanische Gemeinde (municipio) in der Provinz Alicante mit einer Bevölkerung von 444 Einwohnern (Stand: 2024). 

## Lage
Castell de Castells liegt etwa 67 Kilometer nordöstlich von Alicante und etwa 98 Kilometer südsüdöstlich von Valencia in einer Höhe von 550 m nahe der Mittelmeerküste. Im äußersten Osten der Gemeinde ist auf einem Hochplateau der Flugplatz Castell de Castells bzw. El Cocoll gelegen. Von hier aus werden Löscheinsätze in den Wäldern und den Bergregionen geflogen.

## Geschichte
Das auf dem Gemeindegebiet liegende Pla de Petracos ist ein ursprünglich maurisches Dorf mit Höhlenmalereien in Castell de Castells.

### Bevölkerungsentwicklung
| Jahr      | 1970 | 1981 | 1991 | 2001 | 2011 | 2021 |
| Einwohner | 797  | 695  | 532  | 471  | 446  | 426  |

## Sehenswürdigkeiten

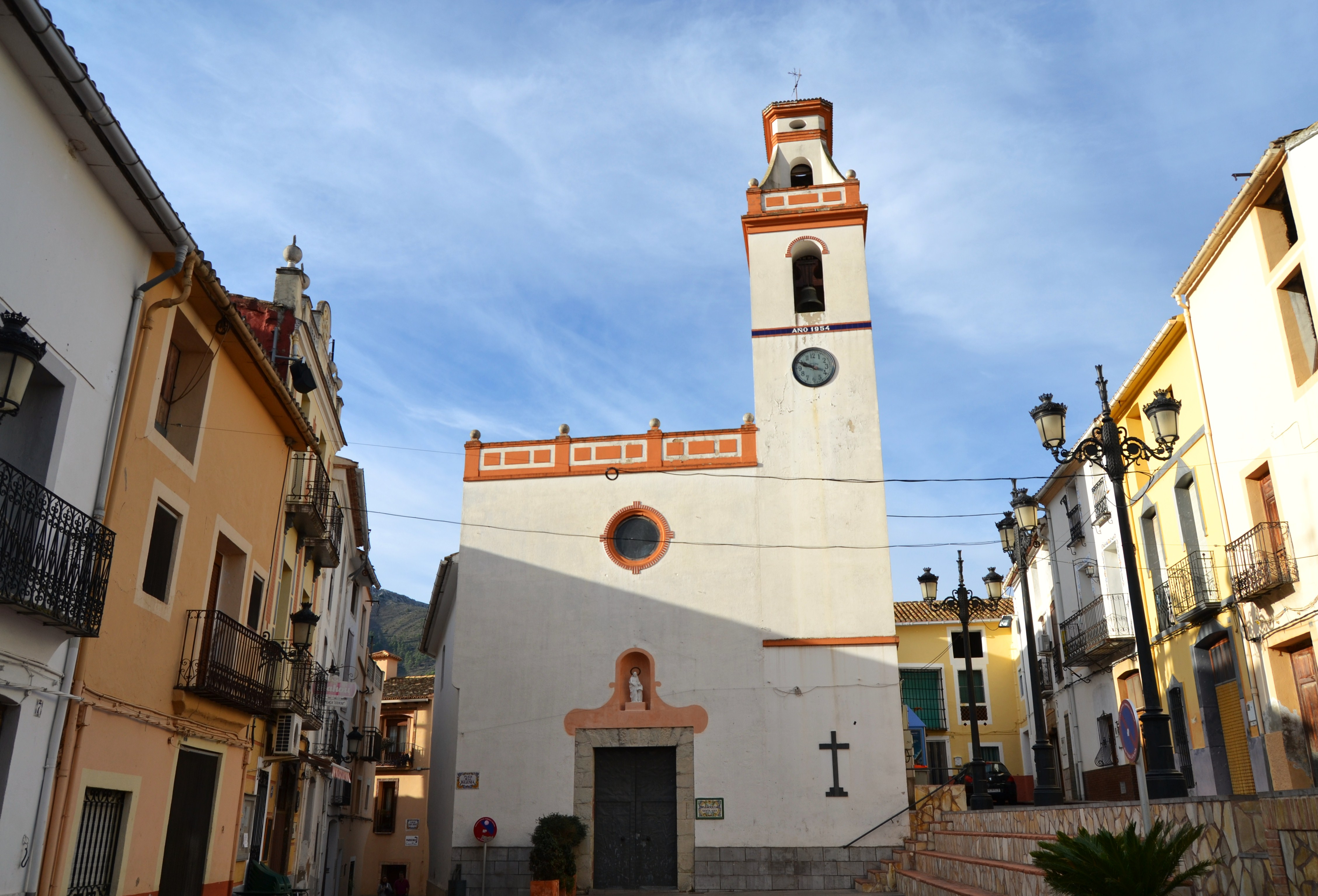
Annenkirche
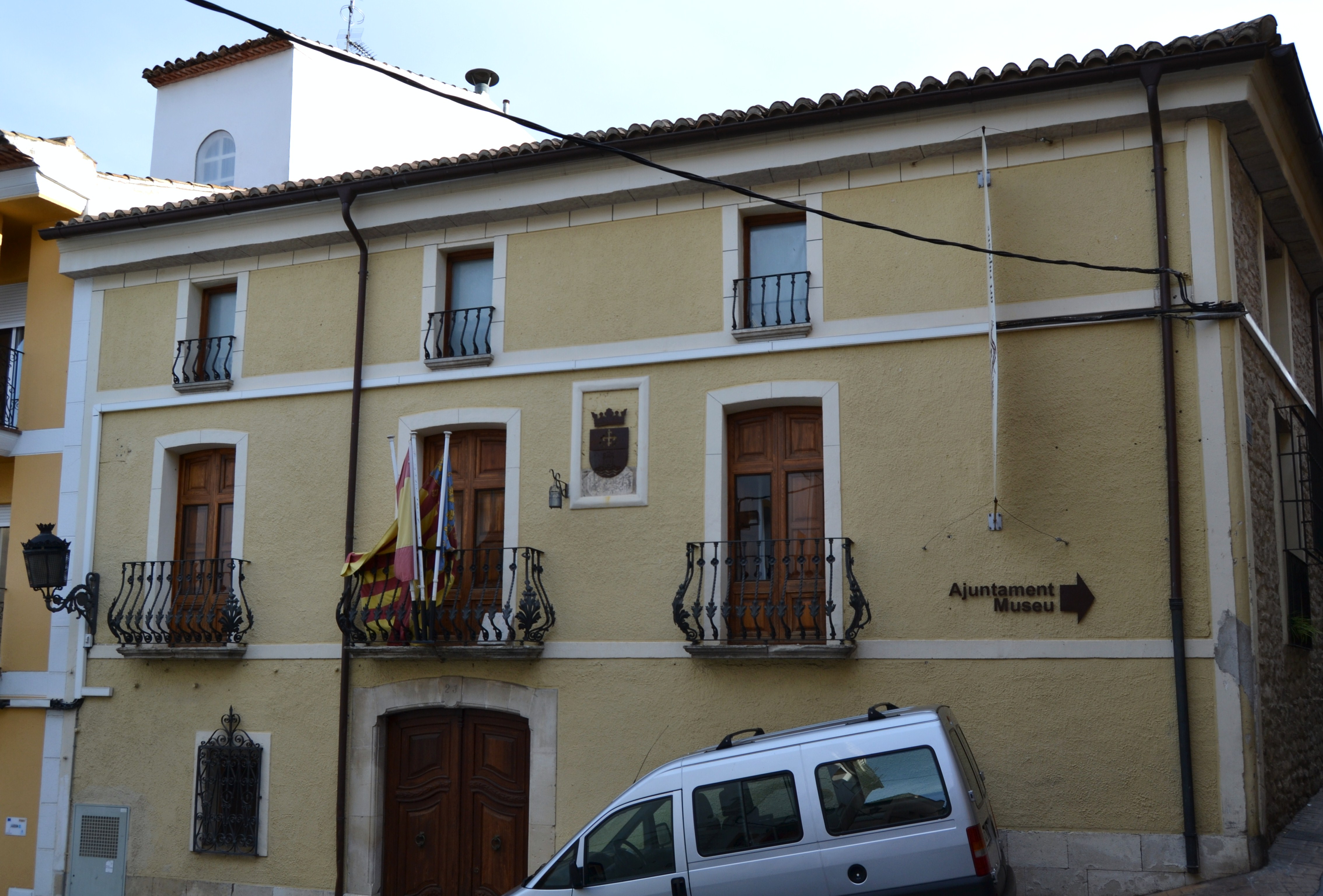
Rathaus
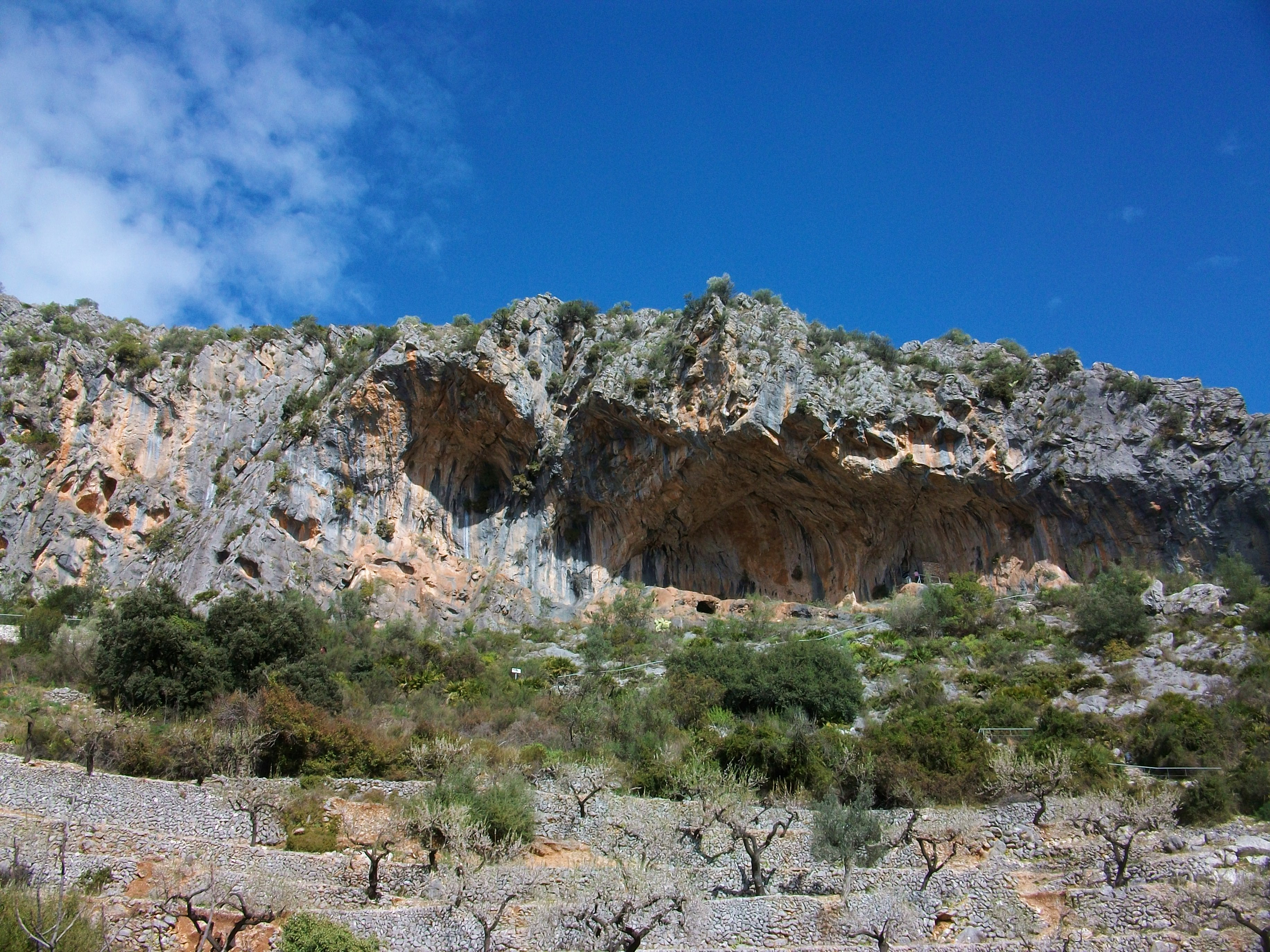
Pla de Petracos

- Annenkirche
- Rathaus
- Pla de Petracos